# Oligia albirivula
Oligia albirivula är en fjärilsart som beskrevs av George Francis Hampson 1908. Oligia albirivula ingår i släktet Oligia och familjen nattflyn. Inga underarter finns listade i Catalogue of Life.